# Thắng cảnh loại AAAAA
Thắng cảnh loại AAAAA (chữ Hán giản thể: 国家5A旅游景区, Quốc gia 5A lữ du cảnh khu) là các thắng cảnh, khu du lịch tại Cộng hòa Nhân dân Trung Hoa được Cơ quan Du lịch Quốc gia Trung Quốc xếp hạng cao nhất AAAAA (5A). Việc xếp hạng được công bố chính thức ngày 22 tháng 5 năm 2008 với 66 thắng cảnh loại AAAAA được lựa chọn từ 106 địa danh do các cơ quan du lịch địa phương của Trung Quốc đề cử. Tính đến hết năm 2018, đã có tổng cộng 259 địa danh được đánh giá là thắng cảnh loại AAAAA.

## Danh sách
Các điểm tham quan du lịch được đánh giá AAAAA của Trung Quốc là danh sách các điểm tham quan du lịch được xếp hạng AAAAA (xếp hạng cao nhất) bởi Tổng cục Du lịch Trung Quốc (tiền thân của Bộ Văn hóa, Thể thao và Du lịch hiện nay) và sửa đổi vào năm 2004. Các tiêu chí đánh giá bao gồm yếu tố chất lượng và quản lý như dễ dàng truy cập qua đường giao thông, an toàn, sạch sẽ, và cũng tính đến tính độc đáo của địa điểm đó. Các điểm tham quan du lịch này đều là các địa điểm quan trọng hoặc các tòa nhà lịch sử của Trung Quốc. Một nhóm gồm 66 địa danh đã được chứng nhận là tập hợp các điểm du lịch được xếp hạng AAAAA đầu tiên vào năm 2007, trong đó có nhiều địa danh lịch sử mang tính biểu tượng như Tử Cấm Thành và Di Hòa viên. Lần bổ sung mới nhất là vào năm 2017, với 20 địa điểm đánh giá là AAAAA. Trong một số trường hợp hiếm hoi, một số địa điểm đã bị hạ cấp đánh giá từ danh mục xếp hạng cao nhất xuống do sự thiếu sót trong quá trình du khách tham quan, trải nghiệm.
Dưới đây là danh sách các điểm tham quan du lịch được đánh giá AAAAA của Trung Quốc
Tính đến ngày 7 tháng 1 năm 2020, danh sách này có tổng cộng 279 địa danh được xếp hạng thắng cảnh loại AAAAA (5A)

### Bắc Kinh(8)
- Tử Cấm Thành (2007)
- Thiên Đàn (2007)
- Di Hòa viên (2007)
- Bát Đạt Lĩnh - Mộ Điền Dục (2007)
- Minh Thập Tam lăng (2011)
- Cung vương phủ (2012)
- Trung tâm thể thao Olympic Green (2012)
- Vườn Viên Minh (2019)

### Thiên Tân(2)
- Cổ Văn Hóa Nhai (Phố Văn hóa cổ) (2007)
- Bàn Sơn (2007)

### Hà Bắc(11)
- Sơn Hải quan (2007)
- Hồ Bạch Dương, Bảo Định (2007)
- Tị Thử Sơn Trang và Ngoại Bát Miếu ở Thừa Đức (2007)
- Công viên địa chất Dã Tam Pha (2011)
- Tây Bách Pha (2011)
- Đông Thanh Mộ (2015)
- Cung điện Oa Hoàng (2011)
- Quảng Phủ Thành, Hàm Đan (2017)
- Thắng cảnh Bạch Thạch sơn, Bảo Định (2017)
- Thanh Tây lăng (2019)
- Kim Sơn Lĩnh Trường Thành

### Sơn Tây(10)
- Hang đá Vân Cương (2007)
- Ngũ Đài sơn (2007)
- Khu du lịch sinh thái và văn hóa Hoàng Thành Tương Phủ (2011)
- Giới Hưu Miên Sơn (2013)
- Thành cổ Bình Dao (2015)
- Nhạn Môn Quan (2017)
- Hòe đại thụ Hồng Động, Lâm Phần (2018)
- Hẻm núi lớn Thái Hành Sơn và Hẻm núi Bát Tuyền (2019)
- Vân Khâu sơn
- Thác nước Hồ Khẩu

### Nội Mông(6)
- Hưởng Sa Loan, Ngạc Nhĩ Đa Tư (2011)
- Lăng Thành Cát Tư Hãn (2011)
- Biên cảnh Trung Nga, Mãn Châu Lý (2016)
- Thắng cảnh Sài Hà, A Nhĩ Sơn (2017)
- Thạch trận A Tư Cáp Đồ, Xích Phong (2018)
- Khu du lịch A Nạp Thiện Minh Hồ Dương Lâm (2019)

### Liêu Ninh(6)
- Vườn thực vật Thẩm Dương (2007)
- Công viên Hải dương Lão Hổ Than, Đại Liên (2007)
- Khu danh lam thắng cảnh Kim Thạch Than (2011)
- Vườn quốc gia Bản Khê Thủy Động (2015)
- Thiên Sơn, An Sơn (2017)
- Hồng Hải Than, Bàn Cẩm (2019)

### Cát Lâm(7)
- Bảo tàng Cung điện Hoàng gia của Nhà nước Mãn Châu (2007)
- Núi Trường Bạch (2007)
- Đầm Tịnh Nguyệt (2011)
- Wonderland Movie Trường Xuân (2015)
- Lục Đỉnh sơn, Đôn Hóa (2015)
- Công viên Điêu khắc Thế giới Trường Xuân (2017)
- Kinh thành và lăng mộ Cao Câu Ly (2019)

### Hắc Long Giang(6)
- Công viên đảo Thái Dương, Cáp Nhĩ Tân (2007)
- Ngũ Đại Liên Trì (2011)
- Hồ Kính Bạc, Mẫu Đơn Giang (2011)
- Cảnh quan rừng đá Thang Vượng Hà Y Xuân (2013)
- Thôn Bắc Cấp (2015)
- Hổ Đầu trấn, Hổ Lâm (2019)

### Thượng Hải(4)
- Tháp truyền hình Minh Châu Phương Đông (2007)
- Công viên Động vật hoang dã Thượng Hải (2007)
- Bảo tàng Khoa học và Công nghệ Thượng Hải (2010)
- Địa điểm diễn ra Đại hội đại biểu toàn quốc lần thứ nhất - lần thứ hai và Bốn tượng đài kỷ niệm của Đảng Cộng sản Trung Quốc (2021)

### Giang Tô(25)
- Lăng mộ Tôn Trung Sơn (2007)
- Tô Châu Viên Lâm (gồm Chuyết Chính viên, Lưu viên, Hổ Khâu) (2007)
- Chu Trang (2007)
- Trường quay CCTV Vô Tích (2007)
- Linh Sơn Đại Phật (2010)
- Khu vực sông Tần Hoài - Nam Kinh Phu Tử Miếu (2010)
- Tây Hồ, Dương Châu (2010)
- Đồng Lý (2010)
- Công viên kỷ Jura Phương Đông Thường Châu (2010)
- Sông Hào, Nam Thông (2010)
- Hồ Kim Kê (2012)
- Tần Hồ, Khương Yển (2012)
- Ba ngọn núi: Kim Sơn, Tiêu Sơn, Bắc Cố Sơn (2012)
- Thái Hồ, Tô Châu (2012)
- Ngoan Đầu Chử (Bến Ngoan Đầu) (2012)
- Sa Gia Banh-Khu du lịch Ngu Sơn Thượng Hồ Lữ (2013)
- Hồ Thiên Mục, Thường Châu (2013)
- Khu thắng cảnh Mao Sơn (2014)
- Khu nhà cũ của Thủ tướng Chu Ân Lai (2015)
- Khu bảo tồn thiên nhiên quốc gia Hươu nai Đại Phong Giang Tô (2015)
- Hồ Vân Long, Từ Châu (2016)
- Hoa Quả sơn, Liên Vân Cảng (2016)
- Di chỉ Yêm Thành (2017)
- Phố cổ Huệ Sơn tại Vô Tích (2019)
- Hồ Hồng Trạch (2021)

### Chiết Giang(20)
- Tây Hồ, Hàng Châu (2007)
- Dãy núi Nhạn Đãng, Ôn Châu (2007)
- Phổ Đà sơn, Chu San (2007)
- Hồ Thiên Đảo (2010)
- Đằng Đầu thôn - Khê Khẩu Trấn, Phụng Hóa (2010)
- Thị trấn nước Ô Trấn, Đồng Hương (2010)
- Trường quay Hoành Điếm (2010)
- Nam Hồ, Gia Hưng (2011)
- Công viên ngập nước Tây Khê, Hàng Châu (2012)
- Lỗ Tấn Cố Phủ, Thiệu Hưng-Thẩm Viên (2012)
- Khu du lịch văn hóa Phật giáo và Nghệ thuật tạc khắc Khai Hóa (2013)
- Thị trấn Nam Tầm, Hồ Châu (2015)
- Núi Thiên Thai (2015)
- Thần Tiên Cư, Thái Châu (2015)
- Tây Đường (2017)
- Giang Lang Sơn-Chấp Bát Đô Trấn, Chương Châu (2017)
- Thiên Nhất Các- Thắng cảnh Nguyệt Hồ (2018)
- Tiên Đô, Tấn Vân (2019)
- Dinh thự cũ của Lưu Bá Ôn
- Đài Châu phủ

### An Huy(12)
- Hoàng Sơn (2007)
- Cửu Hoa Sơn (2007)
- Thiên Trụ Sơn (2011)
- Làng cổ Nam An Huy: Tây Đệ và Hoành thôn (2011)
- Thiên Đàng trại (2012)
- Khu vực Long Xuyên thôn, Tích Khê (2012)
- Thắng cảnh Bát Lý Hà trấn, Dĩnh Thượng (2013)
- Thành cổ Huy Châu, Hoàng Sơn (2014)
- Thị trấn cổ Tam Hà (2015)
- Công viên khám phá Vu Hồ (2016)
- Hồ Vạn Phật (2016)
- Thái Thạch Ky

### Phúc Kiến(10)
- Cổ Lãng Tự (2007)
- Khu thắng cảnh Vũ Di Sơn (2007)
- Phúc Kiến Thổ Lâu (2011)
- Công viên địa chất thế giới Thái Ninh (2011)
- Thanh Nguyên Sơn (2012)
- Bạch Thủy Khê, Bình Nam (2012)
- Thái Lão sơn, Phúc Đỉnh (2013)
- Tam Phường Thất Hạng, Phúc Châu (2015)
- Cổ Điền trấn, Thượng Hàng (2015)
- Tổ miếu My Châu Ma Tổ

### Giang Tây(14)
- Lư Sơn (2007)
- Tỉnh Cương Sơn (2007)
- Tam Thanh Sơn (2011)
- Long Hổ Sơn (2012)
- Giang Loan thôn, Vụ Nguyên (2013)
- Bảo tàng dân tộc gốm sứ Đào Từ Dân (2013)
- Thụy Kim (2015)
- Minh Nguyệt Sơn, Nghi Xuân (2015)
- Đại Giáo sơn, Phúc Châu (2017)
- Khu danh thắng Quy Phong (2017)
- Đằng Vương các, Nam Xương (2018)
- Võ Công sơn (2019)
- Lư Sơn Tây Hải, Cửu Giang
- Tam Bách sơn, Cám Châu

### Sơn Đông(14)
- Bồng Lai các (2007)
- Khổng miếu, Khổng lâm và Khổng phủ ở Khúc Phụ (2007)
- Thái Sơn (2007)
- Lao Sơn (2011)
- Long Khẩu Nam Sơn (2011)
- Đảo Lưu Công (2011)
- Thành cổ Đài Nhân Trang (2013)
- Phong cảnh Tuyền Phong Thiên Hạ Đệ Nhất Tế Nam (bao gồm suối Bác Đột, hồ Đại Minh, đầm Ngũ Long và Công viên Hoàn Thành) (2013)
- Nghi Mông sơn (2014)
- Thành cổ Thanh Châu (2017)
- Thành Uy Hải Hoa Hạ, Uy Hải (2017)
- Khu du lịch sinh thái Hoàng Hà Khẩu trấn, Đông Dinh (2019)
- Khu du lịch Huỳnh Hỏa Trùng Thủy động - Hẻm núi Địa Hạ Đại, Lâm Nghi
- Hồ Vi Sơn, Tế Ninh

### Hà Nam(15)
- Danh thắng Đăng Phong-Chùa Thiếu Lâm-Tung Sơn (2007)
- Hang đá Long Môn (2007)
- Vân Đài sơn-Thần Nông sơn-Thắng cảnh Thanh Thiên Hà (2007)
- Thanh Minh Thượng Hà Viên (2011)
- Bạch Vân sơn (2011)
- Ân Khư (2011)
- Nghiêu sơn-Trung Nguyên Đại Phật (2011)
- Núi Lão Quân - Kê Quan động (2012)
- Hẻm núi Đại Long Đàm Lạc Dương (2013)
- Công viên khủng long Tây Hạp (2014)
- Xác Sơn, Trú Mã Điếm (2015)
- Kênh Hồng Cừ và Hẻm núi Đại Thái Hành (2016)
- Mang Nãng sơn (2017)
- Bát Lý Câu (2019)
- Kê Công sơn, Tín Dương (2021)

### Hồ Nam(11)
- Nhạc Lộc sơn
- Hành Sơn
- Khu thắng cảnh Vũ Lăng Nguyên ở Trương Gia Giới
- Nhạc Dương lâu
- Thiều Sơn Lữ Du
- Hoa Minh Lâu Trấn
- Hồ chứa Đông Giang
- Công viên địa chất quốc gia Lương Sơn
- Viêm Đế lăng
- Đào hoa nguyên, Thường Đức (2021)
- Thắng cảnh Nụy Trại - Thập Bát động - Hẻm núi Đức Kháng Đại (2021)

### Hồ Bắc(14)
- Hoàng Hạc lâu ở Vũ Hán
- Đông Hồ, Vũ Hán
- Đập Tam Hiệp
- Tam Hạp Nhân Gia
- Núi Võ Đang
- Thần Long Khê
- Lâm khu Thần Nông Giá
- Thanh Giang Họa Lang, Nghi Xương
- Khu du lịch sinh thái Mộc Lan Hoàng Pha
- Hẻm núi Đại Ân Thi
- Chiến trường cổ Xích Bích Tam Quốc
- Long Trung, Tương Dương
- Đằng Long động, Lợi Xuyên
- Thác nước Tam Hạp Đại

### Quảng Đông(15)
- Khu giải trí Trường Long ở Quảng Châu
- Phố Hoa Kiều ở Thâm Quyến
- Bạch Vân Quảng Châu
- Phong cảnh đồn điền chè Nhạn Nam Phi
- Phong cảnh du lịch sông ngầm Liên Châu Thanh Viễn
- Khu nghỉ dưỡng Hồ Quan Lan
- Núi Đan Hà
- Tây Tiều Sơn
- Công viên triển lãm Trường Lộc
- Thắng cảnh La Phù
- Khu bờ biển và đảo Hải Lăng
- Khu tưởng niệm nơi ở cũ của Tôn Trung Sơn, Trung Sơn
- Tây Hồ, Huệ Châu
- Suối nước nóng Đế Đô
- Khu du lịch Triệu Khanh Tinh Hồ (2020)
- Khu du lịch sông Liên Châu Địa Hạ, Thanh Viễn (2021)

### Quảng Tây(9)
- Quế Giang ở Quế Lâm
- Khu nghỉ dưỡng Happy World, Quế Lâm
- Độc Tú Phong-Thắng cảnh Tĩnh Giang Vương Phủ
- Lưỡng Giang Tứ Hồ-Tượng Tỵ sơn
- Thác nước Đức Thiên, Sùng Tả
- Khởi nghĩa Bách Sắc, Bách Sắc
- Thanh Tú sơn, Nam Ninh
- Vi Châu, Bắc Hải
- Hoàng Diêu trấn, Hạ Châu

### Hải Nam(6)
- Khu du lịch văn hóa Nam Sơn ở Tam Á
- Đại Tiểu Động Thiên, Tam Á
- Rừng mưa nhiệt đới Nha Nặc Đạt
- Cù lao Phân Giới
- Đảo Ngô Chi Châu, Tam Á
- Khu du lịch văn hóa Miêu Lê Thung lũng Lang Tân, huyện Bảo An

### Trùng Khánh(11)
- Tượng khắc đá Đại Túc
- Hẻm núi Tiểu Tam Vu Sơn Trùng Khánh-Hẻm núi Tiểu Tam
- Karst Vũ Long (bao gồm Thiên Sinh Tam Kiều, Phù Dung động và Núi Thần Tiên)
- Khu thắng cảnh Đào Hoa Nguyên Dậu Dương Trùng Khánh
- Hắc Sơn Cốc
- Tứ Diện sơn (2015)
- Thủy Quán, Triều Châu
- Bành Thủy
- Trạc Thuỷ trấn, Kiềm Giang
- Bạch Đế, Hẻm núi Cù Đường, Phụng Tiết

### Tứ Xuyên(16)
- Núi Thanh Thành-Đô Giang Yển
- Nga Mi Sơn
- Khu thắng cảnh Cửu Trại Câu
- Lạc Sơn Đại Phật
- Thắng cảnh Hoàng Long
- Khu thắng cảnh đặc biệt Vấn Xuyên, A Bá
- Thắng cảnh Khương Thành Lữ Bắc Xuyên, Miên Dương
- Thành cổ Lãng Trung
- Nơi cư trú cũ của Đặng Tiểu Bình
- Kiếm Môn quan-Kiếm Môn thục đạo
- Nơi cư trú cũ của Chu Đức
- Thắng cảnh Hải Loa Câu
- Danh thắng Bích Phong Hạp Nhã An
- Quang Vụ Sơn trấn
- Thắng cảnh Đạo Thành Á Đinh Cam Tư
- An Nhân trấn Thành Đô

### Quý Châu(9)
- Thác Hoàng Quả Thụ ở An Thuận
- Khu thắng cảnh Long Cung
- Bách Lý Đỗ Quyên
- Thắng cảnh Lệ Ba Chương Giang
- Thị trấn cổ Thanh Nham
- Phạm Tịnh sơn
- Trấn Viễn, Kiềm Đông Nam
- Địa mạo Xích Thủy Đan Hà, Tuân Nghĩa
- Động Chức Kim, Tất Tiết

### Vân Nam(9)
- Thạch Lâm ở Côn Minh
- Núi tuyết Ngọc Long
- Sùng Thánh Tự, Đại Lý
- Vườn bách thảo nhiệt đới Tây Song Bản Nạp thuộc Học viện Khoa học Trung Quốc
- Thành cổ Lệ Giang
- Phổ Đạt Thố
- Vườn triển lãm nghệ thuật thế giới Côn Minh
- Khu du lịch suối nước nóng Núi lửa Đằng Xung
- Hồ Phố Giả Hắc

### Tây Tạng(5)
- Cung điện Potala
- Chùa Đại Chiêu
- Khu thắng cảnh Ba Tùng Thố
- Khu thắng cảnh Trát Thập Luân Bố Tự, Nhật Khách Tắc
- Hẻm núi lớn Nhã Lỗ Tàng Bố

### Thiểm Tây(12)
- Lăng mộ Hoàng Đế
- Đội quân đất nung ở Tây An
- Hoa Thanh Trì ở Tây An
- Tháp Đại Nhạn
- Vườn Phù Dung Đại Đường
- Hóa Sơn
- Pháp Môn Tự, Phù Phong
- Kim Ty Hạp
- Thái Bạch sơn
- Tường thành Tây An-Khu vực lịch sử văn hóa Bi Lâm Tây An
- Địa kỷ niệm Diên An Cách Mệnh, Diên An
- Cung Đại Minh, Tây An
- Thác nước Hoàng Hà Hồ Khẩu, Diên An

### Cam Túc(7)
- Khu di tích Gia Dục quan (2007)
- Không Động sơn ở Bình Lương (2007)
- Hang đá Mạch Tích Sơn (2011)
- Khu vực danh thắng Nguyệt Nha Tuyền-Minh Sa Sơn (2015)
- Công viên địa chất Trương Dịch Đan Hà, Trương Dịch (2019)
- Chùa Bình Linh, Lâm Hạ
- Quan Nga Câu, Lũng Nam

### Thanh Hải(4)
- Hồ Thanh Hải (2011)
- Tháp Nhĩ Tự (2012)
- Thắng cảnh Thổ Tộc Cố Thổ Viên (2017)
- A Mễ Đông Tác, Hải Bắc

### Ninh Hạ(4)
- Sa Hồ, Thạch Chủy Sơn (2007)
- Khu thắng cảnh Sa Pha Đầu Trung Vệ (2007)
- Rạp chiếu phim Trấn Bắc Bảo Tây (2011)
- Thung lũng Thủy Động (2015)

### Tân Cương(17)
- Thiên Trì trên dãy Thiên Sơn (2007)
- Thung lũng Bồ Đào (Thung lũng trồng nho) ở Turfan (2007)
- Hồ Kanas ở Altay (2007)
- Na Lạp Đề (2011)
- Khu thắng cảnh Khả Khả Thác Hải Ninh Uẩn (2012)
- Hồ Bosten (2014)
- Hẻm núi Đại Thiên Sơn ở Urumqi (2014)
- Thắng cảnh Dương Hồ Kim Phổ Trạch Kashgar Kashgar (2015)
- Thành cổ Cát Nhĩ (2015)
- Khách Lạp Đạt Lạp Trấn (2016)
- Thắng cảnh Hòa Tĩnh Ba Âm Bố Lỗ Khắc (2016)
- Hồ Bạch Sa (2017)
- Khu du lịch Pamir ở Kashgar (2019)
- Khu thành cảnh thế giới ma quỷ Khắc Lạp Mã Y
- Hồ Sayram, Bortala
- Tháp Khắc Lạp Mã Cán, Aral - Lữ đoàn 359, Quân đoàn 8
- Giang Bố Lạp Khắc, Xương Cát